# Salem Snadly
Salem Snadly, né en 1877 et mort en avril 1936, est un homme politique tunisien.
Il poursuit ses études au Collège Sadiki, puis devient secrétaire-interprète dans l’administration des contrôles civils. Il devient caïd de Bizerte en 1917, puis succède à Ahmed Sakkat comme caïd de Sfax de 1925 à 1935. Il occupe le poste de ministre de la Justice en 1935 et occupe cette fonction jusqu'à sa mort.

## Décorations
- Officier de la Légion d’honneur[4]
- Grand cordon du Nichan Iftikhar[5]